# Anatol Reznik
Anatol Mikałajewicz Reznik (biał. Анатоль Мікалаевіч Рэзнік; ur. 18 sierpnia 1959 w Osterze) – białoruski historyk, kandydat nauk historycznych (odpowiednik polskiego stopnia doktora).

## Życiorys
Urodził się 18 sierpnia 1959 roku w mieście Oster, w obwodzie czernihowskim Ukraińskiej SRR, ZSRR. W 1982 roku ukończył studia na Wydziale Historii Białoruskiego Uniwersytetu Państwowego im. Lenina ze specjalnością „Historia”. Od 1983 roku pracował w Instytucie Historii Akademii Nauk Białoruskiej SRR (później Narodowa Akademia Nauk Białorusi). W 1988 roku uzyskał stopień kandydata nauk historycznych (odpowiednik polskiego stopnia doktora). W swojej pracy naukowej zajmuje się badaniem historii Białoruskiej Republiki Ludowej (problemy państwowości i ideologii) oraz białorusko-niemieckich stosunków dwustronnych w XX wieku.

## Prace
- K woprosu o gosudarstwiennosti BNR, ili Tak była li BNR gosudarstwom?. Mińsk: 2002. (ros.). Brak numerów stron w książce;
- Z historyi zamieżnych suwiaziej wuczonych Biełaruskaj SRR (1929–1939 hh.). „Wiesci AN Biełarusi. Sier. hramad. nawuk.”. 3, 1992. (biał.).brak numeru strony;
- Samorospusk BNR: Bierlinskaja kanfierencyja 1925 h. „Wiesci AN Biełarusi. Sier. hramad. nawuk.”. 2, 2002. (biał.).brak numeru strony;
- Wlijanije giermanskogo faktora na razwitije BNR kak politiczeskogo jawlenija (1918–1921 gg.). W: Giermanskij i sławianskij miry: wzaimowlijanije, konflikty, diałog kultur: …(istorija, uroki, opyt, sowriemiennost′): …Matieriały mieżdunar. naucz.-tieoriet. konf. Witebsk: 2001. (ros.). Brak numerów stron w książce.